# Phil Ochs
Philip David Ochs ( El Paso, Texas, 19 de dezembro de 1940 – Far Rockaway, New York,  9 de abril de 1976) foi um cantor e compositor norte-americano. Escreveu centenas de canções nas década de 1960 e lançou oito álbuns em sua vida.
Depois de nos anos 60 ter escrito de forma fantástica, a sua estabilidade mental declinou nos anos 70. acabou por sucumbir a uma série de problemas incluindo distúrbio bipolar e alcoolismo e suicidou-se, por enforcamento, em 1976.